# Томоказу Мјоџин
Томоказу Мјоџин (јап. 明神 智和; 24. јануар 1978) јапански је фудбалер.

## Каријера
Током каријере је играо за Кашива Рејсол, Гамба Осака, Нагоја Грампус.

## Репрезентација
За репрезентацију Јапана дебитовао је 2000. године. Наступао је на Светском првенству (2002. године) и освојио је АФК азијски куп (2000. године) с јапанском селекцијом. За тај тим је одиграо 26 утакмица и постигао 3 гола.

## Статистика
| Јапан  | Јапан   | Јапан  |
| Година | Наступи | Голови |
| ------ | ------- | ------ |
| 2000.  | 9       | 2      |
| 2001.  | 7       | 0      |
| 2002.  | 10      | 1      |
| Укупно | 26      | 3      |

## Трофеји

### Клуб
- Џеј лига (1): 2014.
- Лига Куп Јапана (3): 2008., 2009., 2014.
- Царски куп (3): 1999., 2007., 2014.

### Јапан
- Азијски куп (1): 2000.